# José Benedito Cardoso
José Benedito Cardoso (* 12. September 1961 in Angatuba, São Paulo, Brasilien) ist ein brasilianischer Geistlicher und römisch-katholischer Bischof von Catanduva.

## Leben
José Benedito Cardoso studierte ab 1981 am Priesterseminar in Sorocaba und am Theologischen Institut in São Paulo. Am 23. November 1986 empfing er das Sakrament der Priesterweihe für das Erzbistum Sorocaba. Mit der Errichtung des Bistums Itapetininga am 15. April 1998 wurde er in dessen Klerus inkardiniert.
1987 war er zunächst als Pfarrer in Alambari und von 1988 bis zu seiner Ernennung zum Weihbischof als Pfarrer in Itapetininga tätig. Nach weiteren Studien erwarb er einen Abschluss in Zivilrecht und an der Fakultät für Kanonisches Recht das Lizenziat in Kirchenrecht. Im Bistum Itapetininga war er von 1998 bis 2010 Kanzler der Diözesankurie und von 2004 bis 2006 Regens des Priesterseminars. Zusätzlich war er einige Jahre lang Richter am überdiözesanen Kirchengericht in Sorocaba. Seit 2012 war er Generalvikar des Bistums Itapetininga. Er war Vorsitzender des Diözesangerichts und gehörte dem Priesterrat sowie dem Konsultorenkollegium des Bistums an.
Am 23. Januar 2019 ernannte ihn Papst Franziskus zum Titularbischof von Castellum Minus und zum Weihbischof in São Paulo. Der Erzbischof von São Paulo, Odilo Pedro Kardinal Scherer, spendete ihm am 15. März desselben Jahres die Bischofsweihe. Mitkonsekratoren waren der Bischof von Itapetininga, Gorgônio Alves da Encarnação Neto OTheat, und der Bischof von Paranaguá, Edmar Peron.
Am 4. Januar 2024 ernannte ihn Papst Franziskus zum Bischof von Catanduva. Die Amtseinführung fand am 17. Februar desselben Jahres statt.